# Real Jardín Botánico de Córdoba
El Real Jardín Botánico de Córdoba es un jardín botánico de unas 5,5 ha de extensión que se encuentra al borde del río Guadalquivir, en la ciudad española de Córdoba dentro de la comunidad autónoma de Andalucía.
El jardín botánico es miembro de la Asociación Ibero-Macaronésica de Jardines Botánicos, y del Botanic Gardens Conservation International (BGCI), presentando trabajos para la Agenda Internacional para la Conservación en los Jardines Botánicos.
El código de identificación internacional del Real Jardín Botánico de Córdoba como miembro del "Botanic Gardens Conservation International" (BGCI), así como las siglas de su herbario es COSP.

## Localización
Se encuentra en la ciudad de Córdoba situado en un enclave privilegiado junto al río Guadalquivir.
Real Jardín Botánico de Córdoba, Avda de Linneo s/n Apdo. 3048, Córdoba, 14080 España
Planos y vistas satelitales.37°52′11.8″N 4°47′7.7″O / 37.869944, -4.785472
Se cobra una tarifa de entrada.

## Historia
El Jardín Botánico de Córdoba se fundó en julio de 1980, a iniciativa de un grupo de profesores de la Universidad de Córdoba, el Ayuntamiento acordó destinar un terreno de 5,5 hectáreas a orillas del Guadalquivir, para la construcción de un jardín botánico.
En 2012, coincidiendo con el 25 aniversario de su inauguración, recibió el título de Real, otorgado por el rey Juan Carlos I, por lo que cambió el nombre a su actual denominación de Real Jardín Botánico de Córdoba.

## Colecciones vegetales

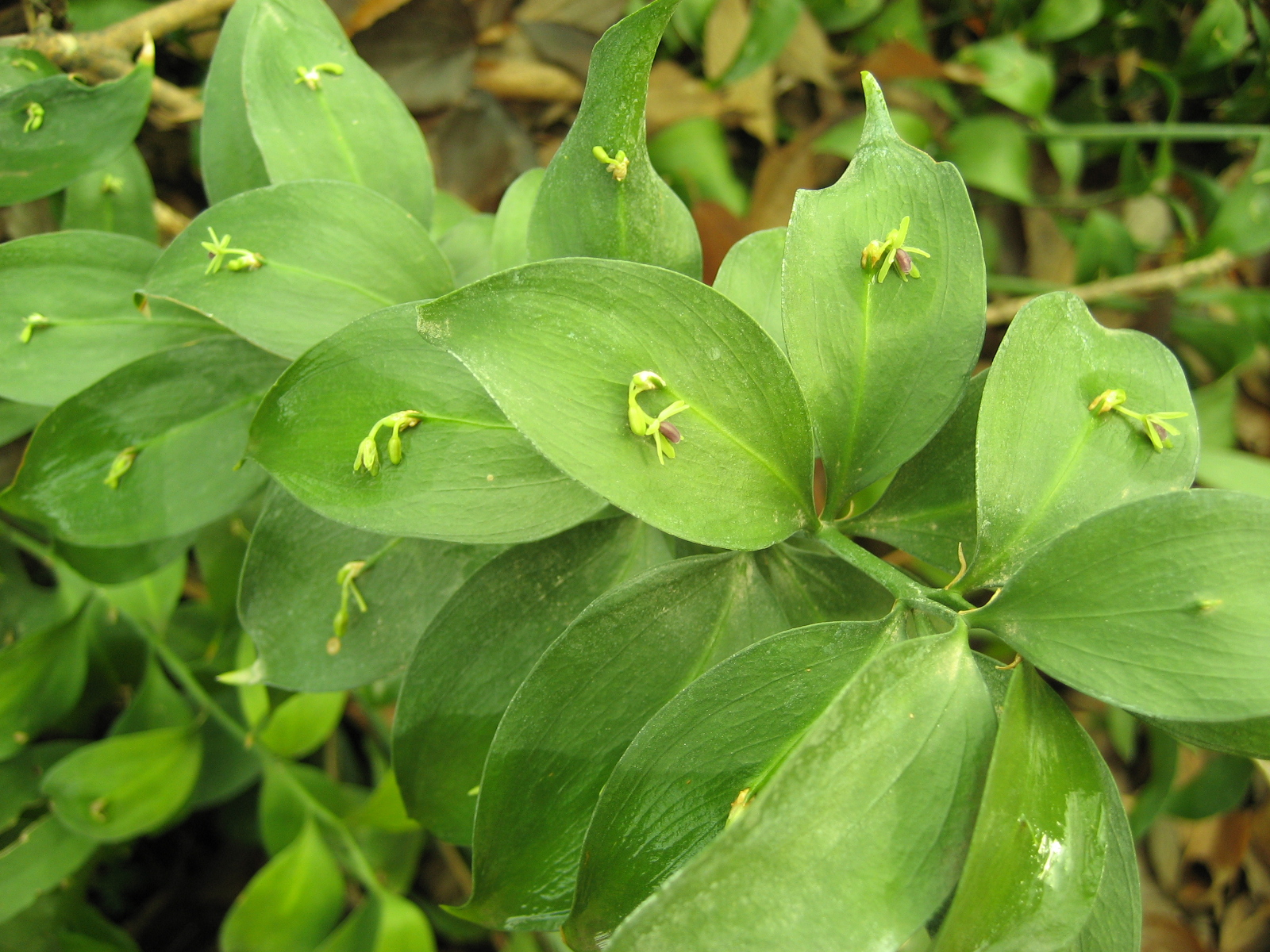
Flores del Ruscus hypophyllum en el jardín botánico de Córdoba

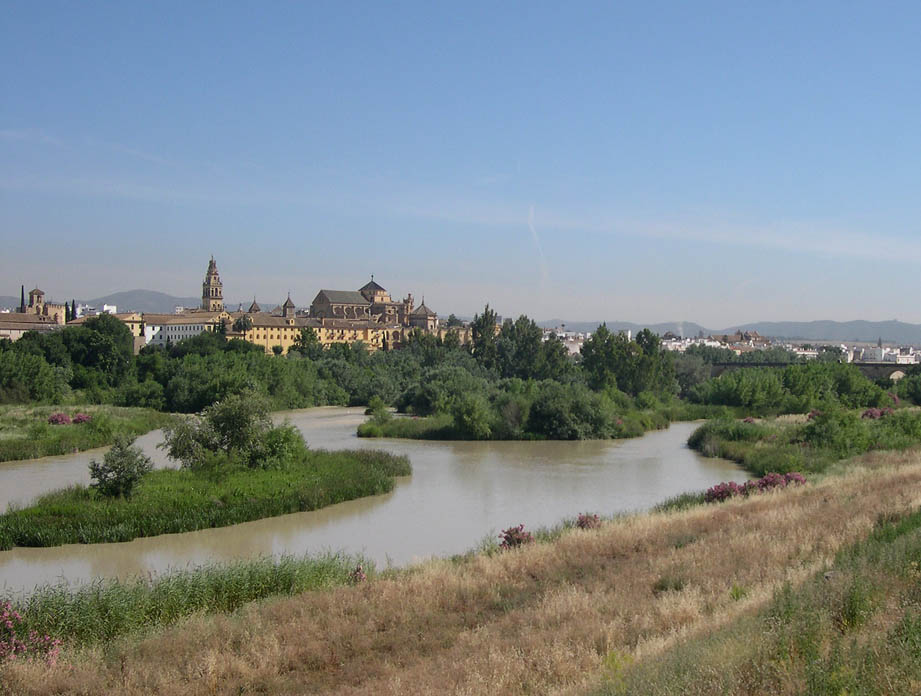
El río Guadalquivir a su paso por Córdoba

El Real Jardín Botánico de Córdoba cuenta con diversas zonas entre las que se encuentran:
- Colección sistemática, en la que se incluyen plantas ordenadas según parentesco o proximidad filogenética.
- Escuela Agrícola, con colecciones de plantas de interés económico para el hombre, hortícolas, frutales, tintóreas, encurtidoras, azucareras, aromáticas y medicinales.
- Jardín Tacto-Olfativo.
- Arboretum, formado por árboles y arbustos simulando un bosque natural.
- Rosaleda, compuesta por distintas especies del género Rosa, se encuentra junto al arboretum.
- Invernaderos de la plaza central se exhibe la colección de endemismos canarios más completa fuera del Archipiélago.
- Invernaderos de flora americana.
- Conservatorio, integrada por una zona de 7000 m dedicada exclusivamente a conservar poblaciones de especies silvestres andaluzas en peligro de extinción, con vistas a reintroducciones al medio natural. Entre estos ejemplares Betula pendula, y Taxus baccata.

## Equipamientos
- Herbario, con más de 80 000 pliegos de plantas prensadas.
- El Banco de Germoplasma Vegetal Andaluz.
- Index Seminum

### Museo de Etnobotánica
El Museo de Etnobotánica se encuentra situado dentro de las instalaciones del Jardín. El enfoque de este museo es enseñar cómo las culturas tradicionales, y especialmente la de los pueblos indígenas de América, han tenido una amplia relación con el mundo vegetal así como en la generación de conocimiento que estos han realizado sobre las utilidades de las especies, formas de explotación y aprovechamiento, así como la mejora y selección de muchos cultivos a través de cientos de generaciones.
El museo consta de tres salas de exposición permanente en las que se estudian las diferentes modalidades en la interacción humanidad/planta mediante una gran variedad de objetos etnobotánicos, módulos instalados con sistemas de transiluminación, piezas, paneles interactivos y documentación gráfica, para acabar con una reflexión sobre la transcendencia de la conservación de la biodiversidad del planeta. La cuarta sala está dedicada a exposiciones temporales.

### Museo de Paleobotánica Roberto Wagner

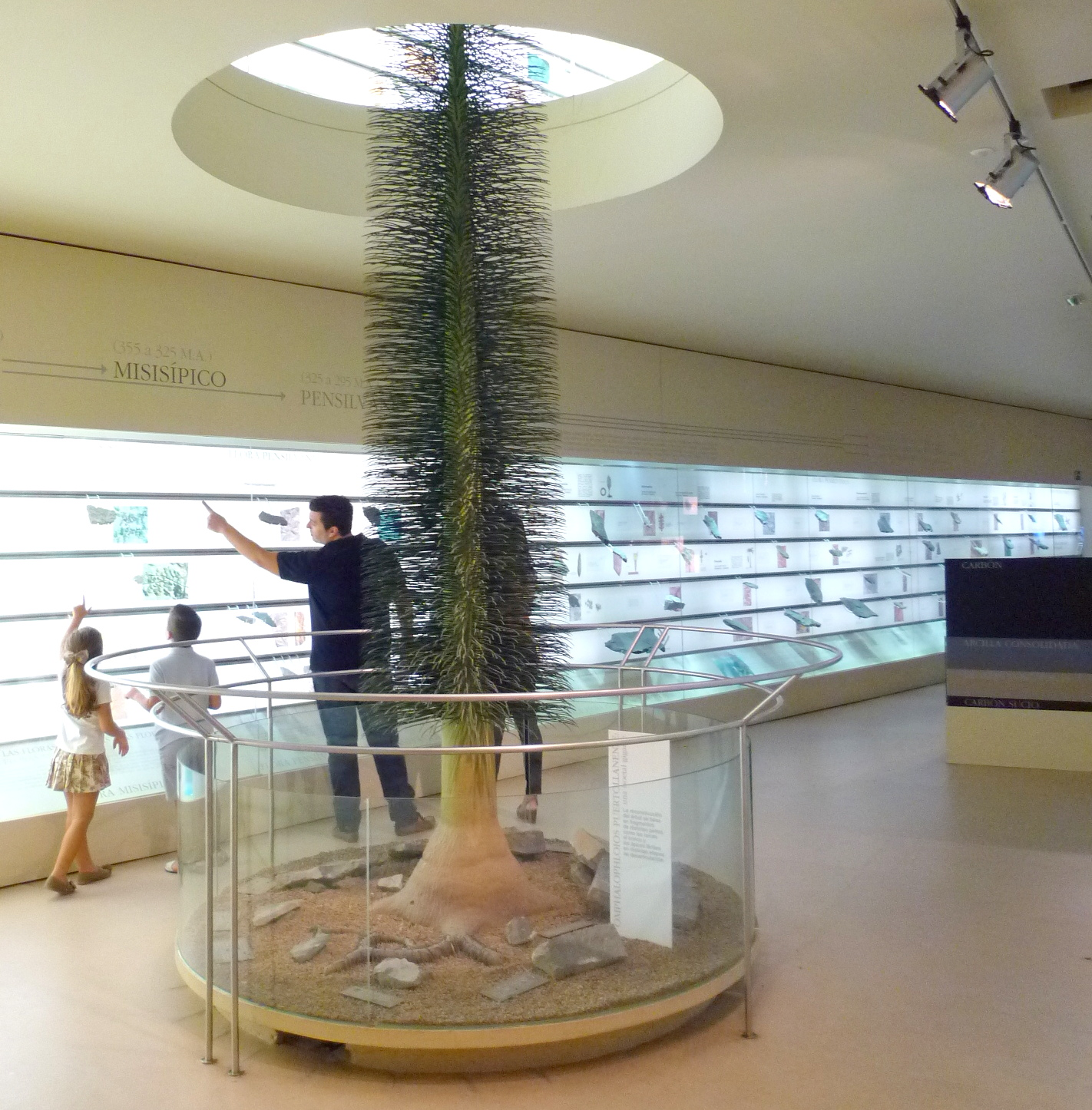
Una de las salas del Museo de Paleobotánica

Se encuentra en el antiguo molino de agua llamado molino de la Alegría, un edificio con elementos medievales y renacentistas que se encuentra en el borde del río. La exposición presenta la evolución de las diferentes floras que han existido a lo largo de la historia de la Tierra, desde el Devónico hasta el Cuaternario. La colección, está formada por 150 000 piezas, la mayor parte de ellas recolectadas en la península ibérica, y cuyo fondo inicial procede de la donación del especialista en paleobotánica Roberto Wagner.
La exposición se distribuye temáticamente. Además de la muestra de fósiles vegetales ordenada según el tiempo geológico, se exponen vitrinas sobre la interacción entre plantas y animales, productos vegetales fósiles de uso por el hombre (como el ámbar o el carbón), las maderas fósiles y los tipos de reproducción vegetal. Destaca la muestra del yacimiento carbonífero de Puertollano, preservado por una lluvia de cenizas volcánicas, calificado por Montero y Wagner como la «Pompeya paleobotánica», que incluye una reconstrucción a tamaño natural de un ejemplar de Omphalophloios, una licofita arbórea, de la que además se exponen los fósiles de todas las partes anatómicas que han servido para reconstruirla.
En el exterior del Museo se complementa la exposición con el «Bosque de Piedra», una muestra de grandes ejemplares fósiles de troncos y frondes de helechos.